# Courcelles-Sapicourt
Pour les articles homonymes, voir Courcelles.
Courcelles-Sapicourt est une commune française, située dans le département de la Marne en région Grand Est.
Ses habitants sont dénommés Courcellois-Sapicaviens et Courcelloises-Sapicaviennes.

## Géographie

### Localisation
Courcelles-Sapicourt se trouve au nord-ouest du département de la Marne, en région Grand Est. La commune appartient à la région agricole du Tardenois.
La commune de Courcelles-Sapicourt s'étend sur une superficie de 386 hectares. Elle réunit Sapicourt, à l'ouest en direction de Branscourt, et Courcelles, à l'est en direction de Rosnay. Sur son territoire, l'altitude varie de 67 à 203 mètres. Son point le plus bas se trouve au nord, à proximité de la Vesle, tandis que son point culminant se trouve à l'opposé, au sud, au lieu-dit Entre Deux Chemins.
Par la route, Courcelles-Sapicourt se situe à 62 km de Châlons-en-Champagne, préfecture du département, à 16 km de Reims, sous-préfecture, et à 16 km de Fismes, bureau centralisateur du canton de Fismes-Montagne de Reims dont dépend Courcelles-Sapicourt depuis 2015. La commune fait en outre partie du bassin de vie de Reims.
Courcelles-Sapicourt est limitrophe de 6 communes :
| Jonchery-sur-Vesle | Prouilly             | Muizon |
| Branscourt         | Courcelles-Sapicourt | Rosnay |
| Savigny-sur-Ardres |                      |        |

### Hydrographie

#### Réseau hydrographique
La commune est dans la région hydrographique « la Seine du confluent de l'Oise (inclus) à l'embouchure » au sein du bassin Seine-Normandie. Elle est drainée par le cours d'eau 01 de la Galoppe et le ruisseau de la Crepine,.

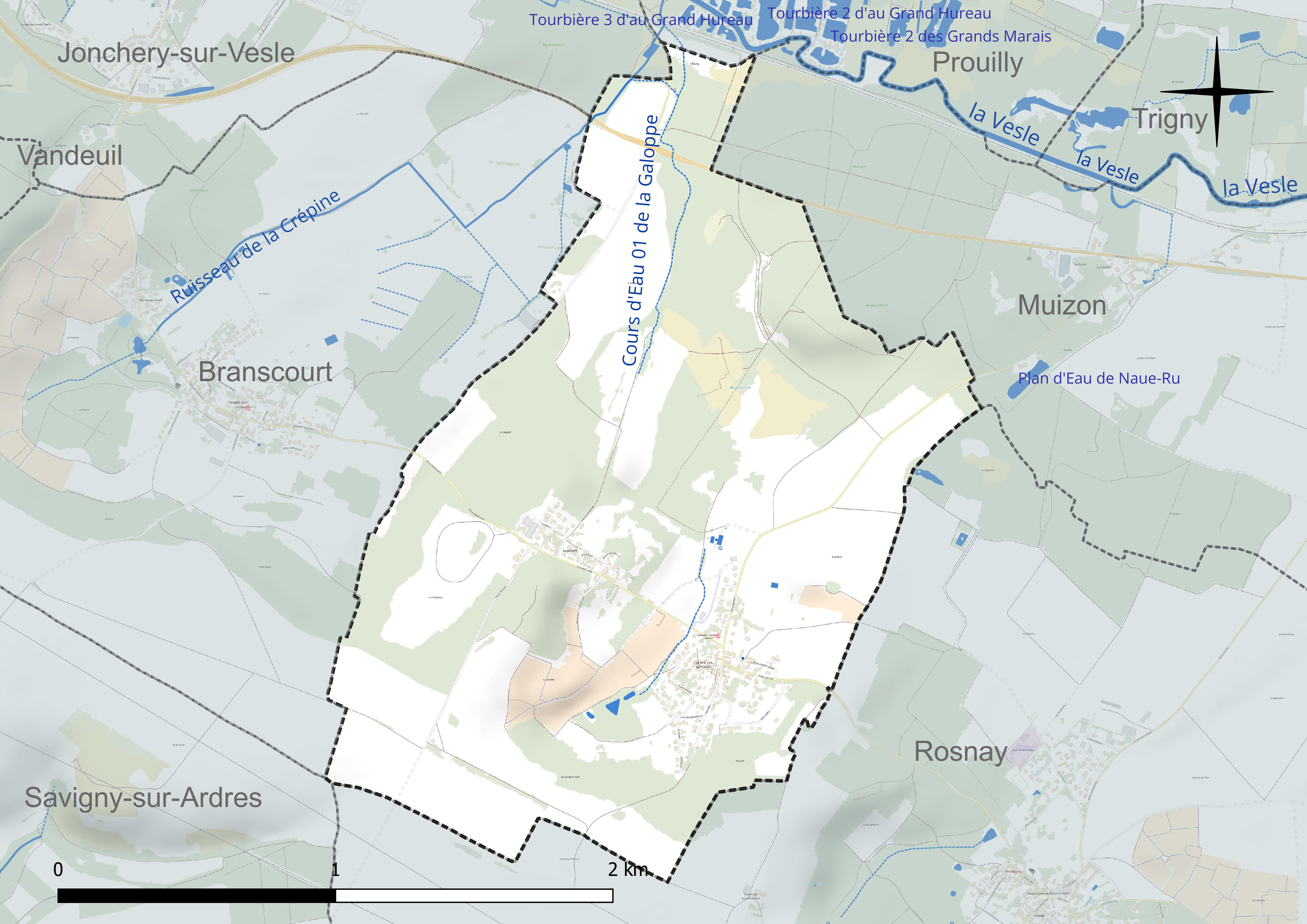
Réseau hydrographique de Courcelles-Sapicourt.

#### Gestion et qualité des eaux
Le territoire communal est couvert par le schéma d'aménagement et de gestion des eaux (SAGE) « Aisne Vesle Suippe ». Ce document de planification, dont le territoire s’étend sur 3 096 km2 répartis sur trois départements (Aisne, Marne et Ardennes) et deux régions (Champagne-Ardenne et Picardie), a été approuvé le 16 décembre 2013. La structure porteuse de l'élaboration et de la mise en œuvre est le Syndicat d’aménagement des bassins Aisne Vesle Suippe (SIABAVES). 
La qualité des cours d’eau peut être consultée sur un site dédié géré par les agences de l’eau et l’Agence française pour la biodiversité. 

### Climat
Pour des articles plus généraux, voir Climat du Grand Est et Climat de la Marne.
En 2010, le climat de la commune est de type climat océanique dégradé des plaines du Centre et du Nord, selon une étude du Centre national de la recherche scientifique s'appuyant sur une série de données couvrant la période 1971-2000. En 2020, Météo-France publie une typologie des climats de la France métropolitaine dans laquelle la commune est exposée à un climat océanique altéré et est dans la région climatique  Nord-est du bassin Parisien, caractérisée par un ensoleillement médiocre, une pluviométrie moyenne régulièrement répartie au cours de l’année et un hiver froid (3 °C). 
Pour la période 1971-2000, la température annuelle moyenne est de 10,3 °C, avec une amplitude thermique annuelle de 15,7 °C. Le cumul annuel moyen de précipitations est de 747 mm, avec 13 jours de précipitations en janvier et 8 jours en juillet. Pour la période 1991-2020, la température moyenne annuelle observée sur la station météorologique de Météo-France la plus proche, « Chambrecy-Civc », sur la commune de Chambrecy à 9 km à vol d'oiseau, est de 10,7 °C et le cumul annuel moyen de précipitations est de 734,0 mm. 
La température maximale relevée sur cette station est de 40,3 °C, atteinte le 25 juillet 2019 ; la température minimale est de −22,1 °C, atteinte le 17 janvier 1985,,. 
Les paramètres climatiques de la commune ont été estimés pour le milieu du siècle (2041-2070) selon différents scénarios d'émission de gaz à effet de serre à partir des nouvelles projections climatiques de référence DRIAS-2020. Ils sont consultables sur un site dédié publié par Météo-France en novembre 2022.

## Urbanisme

### Typologie
Au 1er janvier 2024, Courcelles-Sapicourt est catégorisée commune rurale à habitat dispersé, selon la nouvelle grille communale de densité à sept niveaux définie par l'Insee en 2022.
Elle est située hors unité urbaine. Par ailleurs la commune fait partie de l'aire d'attraction de Reims, dont elle est une commune de la couronne,. Cette aire, qui regroupe 294 communes, est catégorisée dans les aires de 200 000 à moins de 700 000 habitants,.

### Occupation des sols
L'occupation des sols de la commune, telle qu'elle ressort de la base de données européenne d’occupation biophysique des sols Corine Land Cover (CLC), est marquée par l'importance des territoires agricoles (55,5 % en 2018), une proportion sensiblement équivalente à celle de 1990 (55,3 %). La répartition détaillée en 2018 est la suivante : 
forêts (44 %), terres arables (24,8 %), zones agricoles hétérogènes (17,2 %), prairies (13,4 %), zones humides intérieures (0,5 %). L'évolution de l’occupation des sols de la commune et de ses infrastructures peut être observée sur les différentes représentations cartographiques du territoire : la carte de Cassini (XVIIIe siècle), la carte d'état-major (1820-1866) et les cartes ou photos aériennes de l'IGN pour la période actuelle (1950 à aujourd'hui).

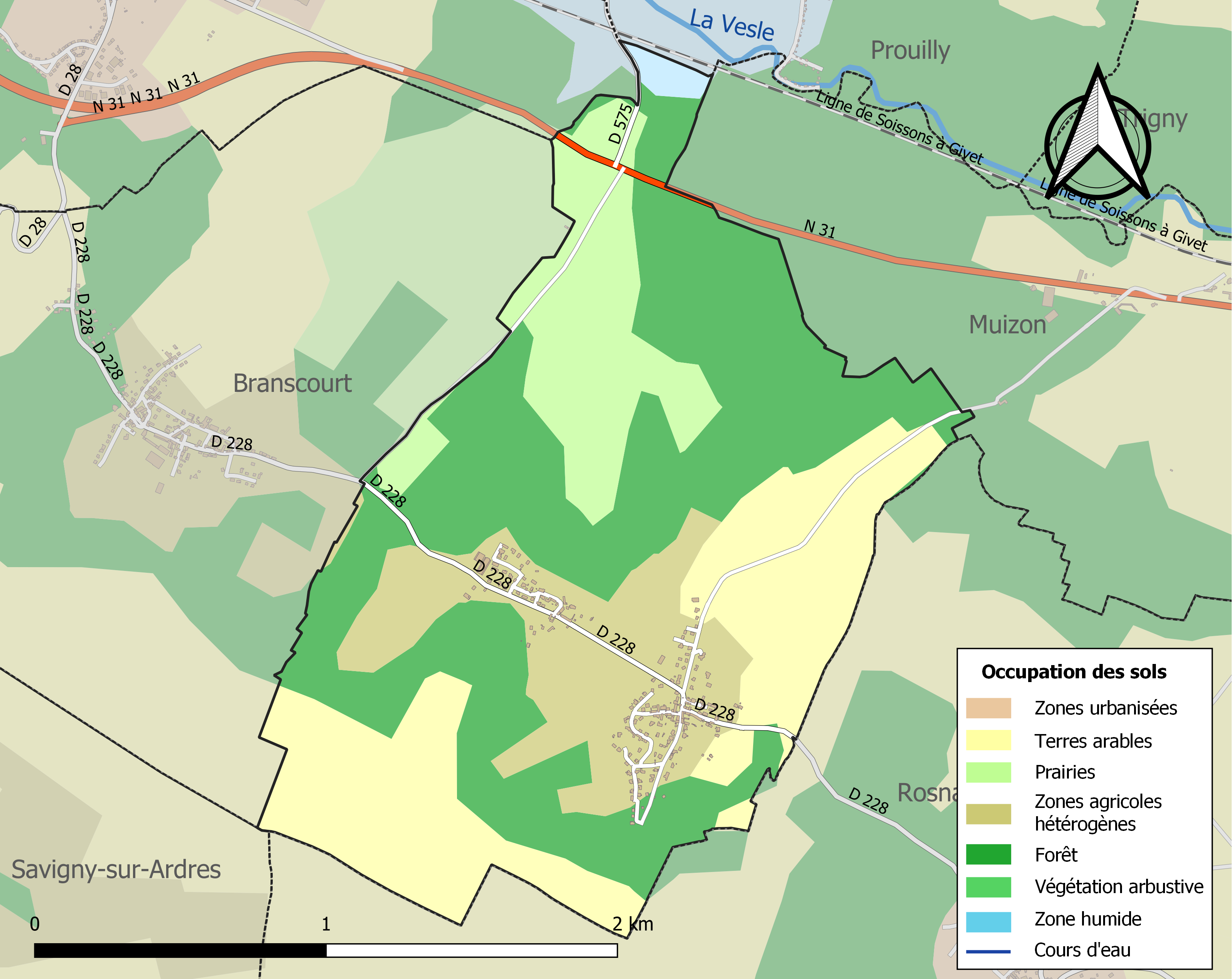
Carte des infrastructures et de l'occupation des sols de la commune en 2018 (CLC).

### Voies de communication et transports
Le village est desservi par la route nationale 31 entre Reims et Soissons, ainsi que les départementales RD 228 (Rosnay-Branscourt) et RD 575 vers Prouilly au nord.
Le village est sur la route touristique du Champagne, à proximité immédiate de ses voisins Branscourt et Rosnay.

## Toponymie
Courcelles s'écrivait « Corcellae » vers le XIIIe siècle, venant du latin Corticella diminutif de cortem[réf. nécessaire]. Le terme Courcelle désigne la fraction démembrée d’un grand domaine.
Courcelles-lès-Rosnay était appelé lès Rosnay car il était proche du village de Rosnay, dont il avait été détaché sous la Révolution française, en l'An II. Il en est de même en ce qui concerne Sapicourt, qui bien que faisant partie de la paroisse de Branscourt, en était également indépendant.

## Histoire

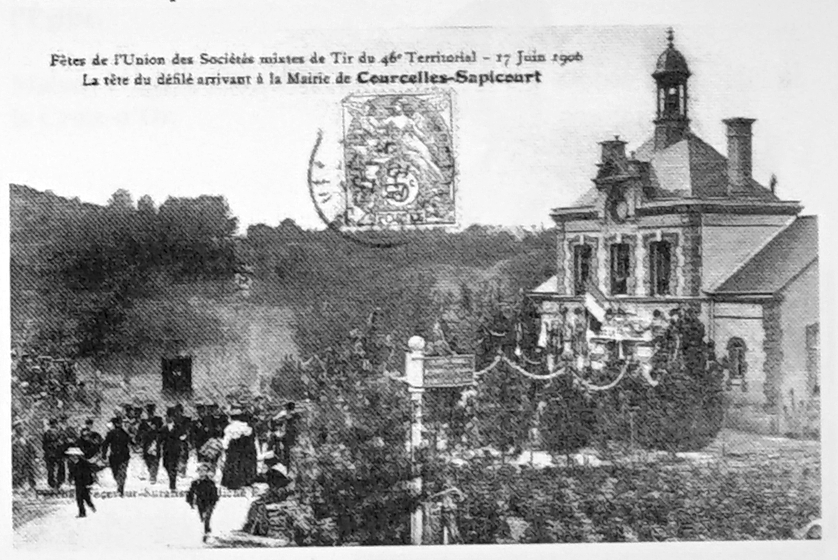
Le 17 juin 1906 les sociétés de tir du 46e régiment d'infanterie territoriale passent devant la mairie.

La commune de Courcelles-Sapicourt est le fruit du regroupement du village de Courcelles-lès-Rosnay et du village de Sapicourt, par décret du 5 novembre 1891.
Les terres de la commune appartenaient en grande majorité au docteur Albert Auguste Florens Lüling avant 1914, maire et conseiller général. Il était également le propriétaire du château de Sapicourt, racheté à la famille Freymin de Sapicourt avec près de 1000 hectares de terres, dans les années 1890-1895. Le château initial avait alors été totalement transformé.
C'est pendant des vacances qu'il passait à Sapicourt, au château en août 1909, que le Réunionnais Roland Garros décida de devenir aviateur, après avoir assisté à un meeting aérien à Reims.
Première Guerre mondiale
Pendant la Première Guerre mondiale, le château a été utilisé en hôpital de 1re ligne. Il a été sous le contrôle des Français, Hôpital 9/3 puis des Allemands. Fortement endommagé à l'explosif par les Allemands lorsqu'ils en partirent en 1918, il fut ensuite totalement réparé, puis revendu en matériaux de construction lors de la succession Lüling dans les années 1950. Il ne reste actuellement rien du château. Seuls quelques bâtiments annexes, mais transformés, sont encore debout. L'ancienne bouverie et l'ancienne orangerie sont notamment devenues des habitations.
En 1915, Georges Duhamel a été médecin à l'hôpital militaire installé au château de Sapicourt pendant la Première Guerre mondiale.[réf. nécessaire]
Courcelles-Sapicourt a subi d'importantes destructions pendant la Première Guerre mondiale.
La commune a été décorée de la Croix de guerre 1914-1918 le 1er octobre 1920.
.

## Politique et administration

### Rattachements administratifs et électoraux
Rattachements administratifs
La commune se trouve dans l'arrondissement de Reims du département de la Marne.
Elle faisait partie depuis 1801 du canton de Ville-en-Tardenois. Dans le cadre du redécoupage cantonal de 2014 en France, cette organisation territoriale administrative a disparu. Le canton de Fismes-Montagne de Reims, auquel elle est rattachée, n'est plus qu'une circonscription électorale.
Rattachements électoraux
Pour les élections départementales, la commune fait partie depuis 2014 du canton de Fismes-Montagne de Reims.
Pour l'élection des députés, elle fait partie depuis 1986 de la deuxième circonscription de la Marne.

### Intercommunalité
La commune faisait partie de la communauté de communes Champagne Vesle, un établissement public de coopération intercommunale (EPCI) à fiscalité propre.
Cette intercommunalité a fusionné avec sept de ses voisines et la communauté d'agglomération Reims-Métropole, pour former depuis le 1er janvier 2017 la communauté urbaine du Grand Reims, dont la commune est désormais membre.
Courcelles-Sapicourt fait également partie du Pays rémois, structure qui rassemble le bassin de vie de la région rémoise et regroupe 134 communes.

### Liste des maires
Liste des Maires de Courcelles-lès-Rosnay
| Période    | Période       | Identité               | Étiquette | Qualité                                 |
| ---------- | ------------- | ---------------------- | --------- | --------------------------------------- |
| 1793       | 1794          | Antoine Lefevre        |           | Membre du Conseil Général de la Commune |
| 1795       | 1798          | Pierre Martinet        |           | Agent municipal                         |
| 1798       | 1799          | Jacques Lainé          |           | Agent municipal                         |
| 1799       | 1799          | Jean-Baptiste Vantelet |           | Maire provisoire                        |
| 1800       | 1802 et après | Pierre Martinet        |           |                                         |
|            |               | à compléter            |           |                                         |
| avant 1823 | 1826          | Jacques Gilbert        |           |                                         |
| 1826       | 1832          | Antoine Durand         |           |                                         |
| 1832       | 1855          | François Lainé         |           |                                         |
| 1855       | 1856          | Isidore Lallement      |           |                                         |
| 1856       | 1880          | Désiré Wargnier        |           |                                         |
| 1880       | 1891          | Alphonse Ronseaux      |           |                                         |

Liste des Maires de Sapicourt
| Période | Période | Identité                           | Étiquette | Qualité                             |
| ------- | ------- | ---------------------------------- | --------- | ----------------------------------- |
| 1793    | 1795    | Jean Balanne                       |           |                                     |
| 1795    | 1837    | Nicolas René de Sahuguet de Termes |           | Marquis                             |
| 1837    | 1839    | François Coley                     |           | Maire adjoint tenant lieu de maire. |
| 1839    | 1860    | Achile Freymin de Sapicourt        |           | Chevalier. Seigneur de Sapicourt    |
| 1860    | 1862    | Pierre-Marie Martin                |           |                                     |
| 1862    | 1880    | Charles Marie Freymin de Sapicourt |           |                                     |
| 1880    | 1891    | Pierre Colin                       |           | Cultivateur                         |

Liste des Maires de Courcelles-Sapicourt
| Période   | Période   | Identité          | Étiquette | Qualité                                                                    |
| --------- | --------- | ----------------- | --------- | -------------------------------------------------------------------------- |
| 1891      | 1900      | Alphonse Ronseaux |           |                                                                            |
| 1900      | 1939      | Albert Lüling     | Rad.      | Docteur en médecine Conseiller général de Ville-en-Tardenois (1910 → 1919) |
| 1939      | 1944      | Armand Lainé      |           |                                                                            |
| 1944      | 1953      | Paul Bouton       |           |                                                                            |
| 1953      | 1968      | Laurent Lainé     |           |                                                                            |
| 1968      | 1977      | Marcel Nivelet    |           | Cultivateur                                                                |
| 1977      | 2001      | Jacques Nivelet   | Sans      | Cultivateur                                                                |
| mars 2001 | mars 2014 | Jean-Claude Lampe | Sans      | Commercial à la retraite.                                                  |
| mars 2014 | mai 2020  | Patrick Dahlem    | Sans      | Directeur Régional et expert près la Cour d'Appel de Reims                 |
| mai 2020  | En cours  | Jean Michel       | Sans      | Professeur des Universités                                                 |

## Population et société

### Démographie
L'évolution du nombre d'habitants est connue à travers les recensements de la population effectués dans la commune depuis 1800. Pour les communes de moins de 10 000 habitants, une enquête de recensement portant sur toute la population est réalisée tous les cinq ans, les populations de référence des années intermédiaires étant quant à elles estimées par interpolation ou extrapolation. Pour la commune, le premier recensement exhaustif entrant dans le cadre du nouveau dispositif a été réalisé en 2005.

En 2022, la commune comptait 395 habitants, en évolution de +8,22 % par rapport à 2016 (Marne : −1,19 %, France hors Mayotte : +2,11 %).
| 1800 | 1806 | 1821 | 1831 | 1836 | 1841 | 1846 | 1851 | 1856 |
| ---- | ---- | ---- | ---- | ---- | ---- | ---- | ---- | ---- |
| 173  | 167  | 148  | 156  | 153  | 152  | 126  | 129  | 128  |

| 1861 | 1866 | 1872 | 1876 | 1881 | 1886 | 1891 | 1896 | 1901 |
| ---- | ---- | ---- | ---- | ---- | ---- | ---- | ---- | ---- |
| 130  | 108  | 103  | 116  | 100  | 105  | 142  | 134  | 147  |

| 1906 | 1911 | 1921 | 1926 | 1931 | 1936 | 1946 | 1954 | 1962 |
| ---- | ---- | ---- | ---- | ---- | ---- | ---- | ---- | ---- |
| 174  | 176  | 123  | 119  | 106  | 90   | 79   | 104  | 81   |

| 1968 | 1975 | 1982 | 1990 | 1999 | 2005 | 2006 | 2010 | 2015 |
| ---- | ---- | ---- | ---- | ---- | ---- | ---- | ---- | ---- |
| 127  | 122  | 160  | 182  | 187  | 229  | 233  | 345  | 358  |

| 2020 | 2022 | - | - | - | - | - | - | - |
| ---- | ---- | - | - | - | - | - | - | - |
| 403  | 395  | - | - | - | - | - | - | - |

En 2015, le rapport de présentation du plan local d'urbanisme notait « La  population active  de  Courcelles-Sapicourt  comprend  une  proportion  importante  de  catégories socioprofessionnelles  (CSP)  dites  « supérieures ». En  effet, les  « cadres, professions  intellectuelles supérieures »   et   les   « artisans, commerçants, chefs   d’entreprises »   caractérisent   27 %   de   la population, soit une surreprésentation de 10 points au regard de la moyenne départementale ».
A la fin de l'année 2018, la population permanente réelle est de 427 habitants. Avec la construction prévue d'une quarantaine de nouvelles maisons, la population pourrait atteindre entre 520 à 540 habitants au milieu de la décennie 2020.

### Enseignement
Les enfants de la commune sont scolarisés au sein d'un regroupement pédagogique intercommunal (RPI) qui regroupe également les communes de Aubilly, Branscourt, Germigny, Janvry, Méry-Prémecy, Rosnay et Treslon. L'école (maternelle et primaire) et la cantine sont situées à Rosnay.

### Associations
- Le Comité des Fêtes : (Cours de viniyoga, Noël des enfants, fête d'Halloween, soirée Beaujolais Nouveau...).
- Association des Fourberies des Patelins, cours de théâtre

### Autres équipements
La commune dispose en 2019 : 
- d'une salle communale d’une capacité de 100 personnes ;
- d'un terrain de tennis ;
- d'une aire de jeux pour enfants ;
- d'un terrain multisport.

## Économie
L'activité économique dans la commune est essentiellement agricole et viticole. Sur les 386 hectares de la commune, 190 hectares sont cultivés dont 14 en vignes. La commune se trouve dans l'appellation d’origine contrôlée « Champagne   et   coteaux   Champenois » et dans l'indication géographique protégée « volailles de la Champagne ».
Au 31 décembre 2019, dix-neuf établissements divers étaient installés  à  Courcelles-Sapicourt.
En 2018, seize  actifs  équivalent temps plein habitant à Courcelles-Sapicourt travaillaient dans la commune (1 actif de plus qu’en 2008). 91,8 % des actifs résidents travaillaient en dehors de la commune, en grande majorité dans l'agglomération rémoise.
Le village ne dispose plus de commerce de proximité depuis les années 50.

## Culture locale et patrimoine

### Lieux et monuments
L'église a été restaurée en 2003-2004. Une horloge a été installée sur le clocher en 2017. La cloche, baptisée « Charlotte » sonne les heures et les demi-heures, de 8h00 à 20h00.

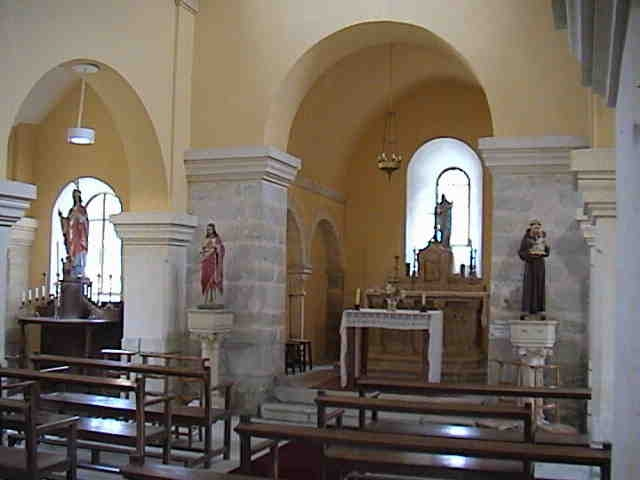
Intérieur de l'église.
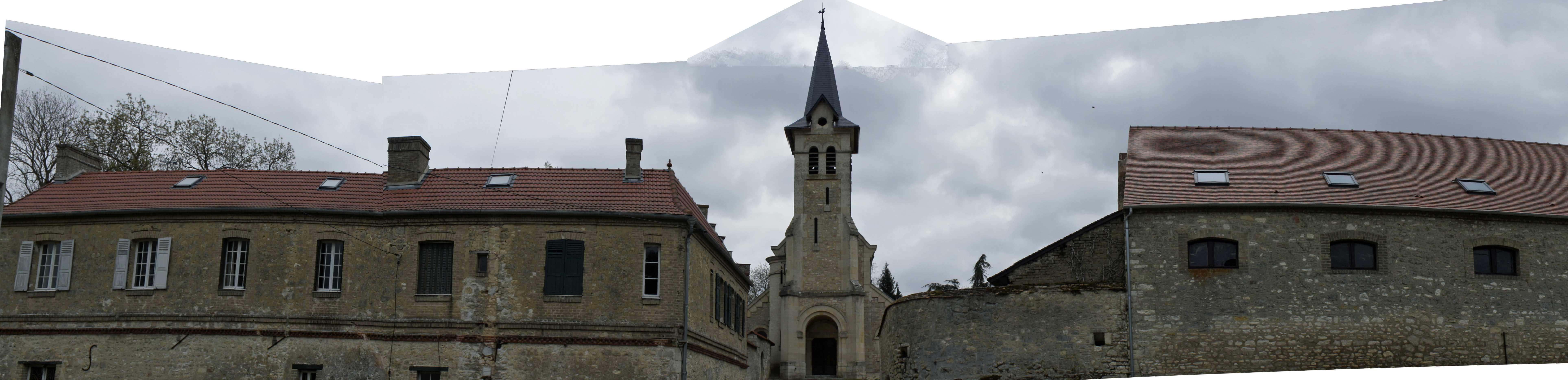
L'église enclavée.